# Txurrumurru

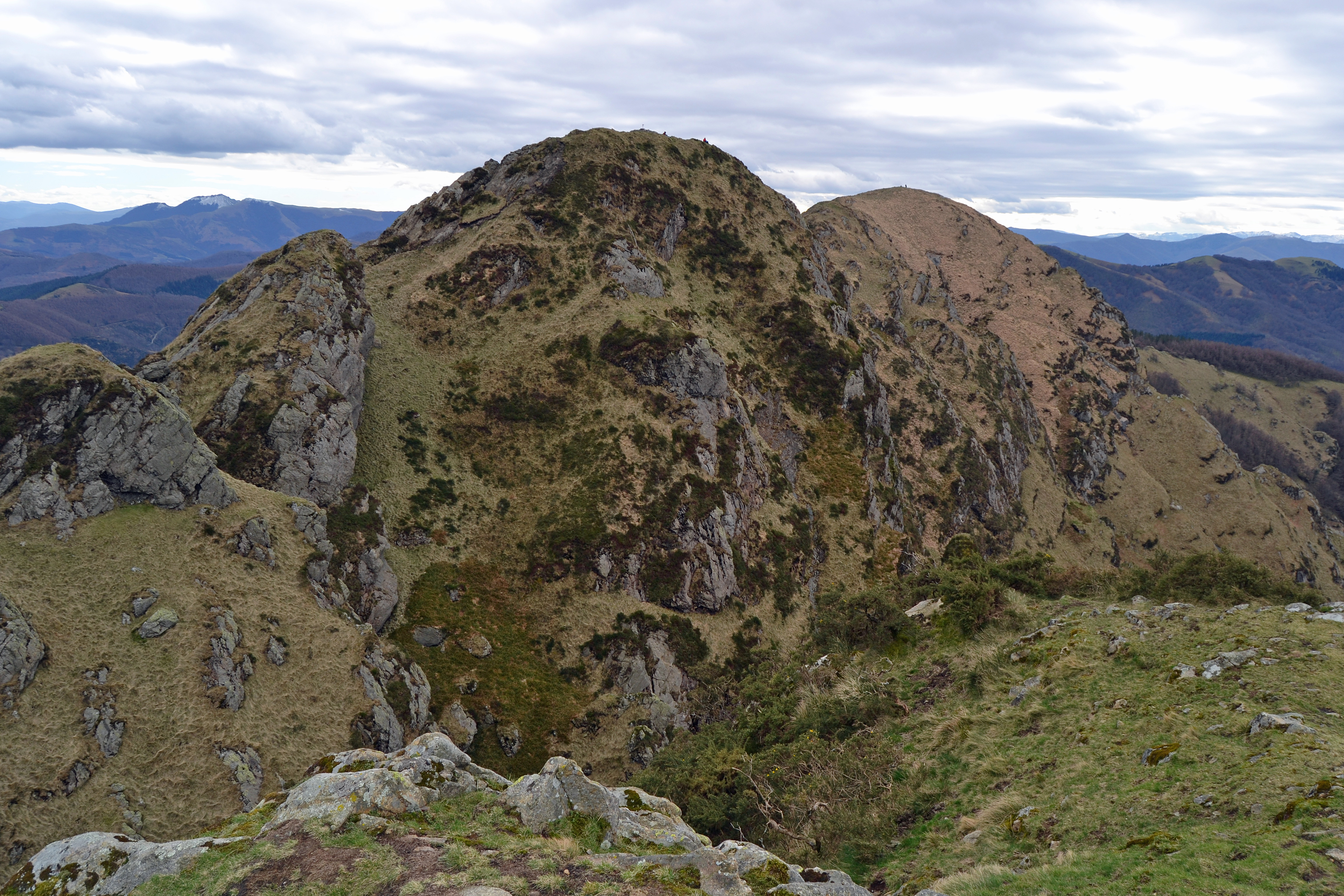
Vista del Txurrumurru i l'Erroilbide.

Txurrumurru és una muntanya del masís d'Aiako Harria, a Guipúscoa. Fa una alçada de 821 msnm. Es tracta d'un batòlit granític que culmina a tres cims. El nom Txurrumurru vindria de l'aiguaneix que brota en el paratge de Zulu Muru, el Forat de Muru. Degut a la presència d'espècies protegides, l'escalada hi ha sigut restringida.